# لانو
لانو یک روستا در ایران است که در دهستان درح واقع شده‌است. لانو ۳۴۲ نفر جمعیت دارد. این روستا از توابع استان خراسان جنوبی است که در مختصات جغرافیایی 603207 شرقی و 322916 شمالی واقع شده است. 